# Dźjesztha (bogini)
Dźjesztha (trl. jyeṣţhā) – bogini hinduistyczna. Patronuje lasom, rolnictwu i płodności. Przedstawiana jest z głowa słonia. Jej kult odnotowuje się szczególnie w środkowych i południowych Indiach, wśród ludności autochtonicznej.